# Kreuzerhöhungskirche (Działdowo)
Die Kreuzerhöhungskirche in Działdowo (deutsch Soldau) ist ein Bauwerk, das in seinen Grundmauern aus dem 14. Jahrhundert stammt, in seiner Geschichte aufgrund von Verfall und Zerstörung in den Jahren 1796 bis 1797 und 1927 bis 1930 von Grund auf wiederhergestellt wurde. Bis 1945 war sie das zentrale Gotteshaus für das evangelische Kirchspiel Soldau in Ostpreußen. Heute ist sie eine von drei römisch-katholischen Kirchen der Kreisstadt Działdowo in der polnischen Woiwodschaft Ermland-Masuren.

## Geographische Lage
Działdowo ist die Hauptstadt des Powiat Działdowski und liegt im Südwesten der Woiwodschaft Ermland-Masuren. Hier treffen die Woiwodschaftsstraßen 542, 544 und 545 aufeinander, außerdem die drei Bahnstrecken Danzig–Warschau, Chojnice–Działdowo und Olsztyn–Działdowo.
Die Kreuzerhöhungskirche steht im nordöstlichen Stadtzentrum.

## Kirchengebäude
I:

Die erste Kirche in Soldau wurde kurz nach Gründung der Stadt (1344) noch in der Ordenszeit gebaut. Mauerreste dieser Kirche wurden später verbaut und sind heute noch erkennbar. Allerdings war das Gotteshaus im Jahre 1534 schon sehr verfallen und musste 1692 nahezu neu erbaut werden. 1720/22 war eine sehr umfangreiche Reparatur erforderlich.
1733 zerstörte ein Brand die Kirche. Bis zur Wiederherstellung verging eine lange Zeit. Die Gottesdienste fanden in der Kapelle des Schlosses statt. 1740 waren die Arbeiten beendet. Die Turmkuppel war mit Eichenschindeln gedeckt. Auf ihrer Spitze befanden sich Adler und Sonne aus verzinntem Blech. 1762 erhielt die Kirche eine Glocke dank einer großzügigen Spende. Den Glockenguss nahm der Glockengießer Christian August Copinus aus Königsberg (Preußen) (russisch Kaliningrad) vor.
Beim Stadtbrand 1794 wurde die Kirche erneut ein Raub der Flammen. Lediglich Kirchenbücher sowie Altargeräte und eine Taufschale konnte man retten.
II:

Der Neubau der Kirche wurde 1796 sehr schnell in Angriff genommen. Bereits 1797 war sie im Rohbau fertig und provisorisch benutzbar. Auch sie wurde im Wesentlichen auf den alten Fundamenten und mit denselben Maßen errichtet. Zwei Vorhallen an den Längsseiten wurden angebaut. Die abschließenden Innenarbeiten konnten erst 1798 vollendet werden. Die Orgel wurde vom Königsberger Orgelbauer Wilhelm Scherweit gefertigt. Der Glockengießer Copinus war wieder am Glockenguss beteiligt. Von 1840 stammte später das Altargemälde von Carl Müller aus Elbing (polnisch Elbląg), das die Grablegung Christi zeigte.
Bereits 1856 wurde die Kirche für so verfallen erklärt, dass sie bald geschlossen werden musste. 1857 bis 1859 fanden Renovierungsarbeiten statt, anlässlich derer eine Vorhalle, aber auch die Chöre abgebrochen wurden. Am 16. Oktober 1859 wurde die Kirche wieder in Dienst genommen. 1872 wurde der Turm um zwei Stockwerke erhöht. Außerdem erhielt er eine hoch ausgezogene, mit Schiefer gedeckte Spitze und ein zweieinhalb Meter hohes vergoldetes Kreuz aus Eisen. Die Orgel wurde 1873 umgebaut, aber schon vor 1900 ein neues Instrument von Orgelbauer Eduard Wittek aus Elbing erstellt. 1899 malte Malermeister Pohlmann aus Neidenburg (polnisch Nidzica) die Kirche neu aus. Eine Niederdruck-Dampfheizung schließlich wurde 1904 eingebaut.
Bei schweren Kämpfen in Soldau am 29. August 1914 wurde die Kirche bis auf die Außenmauern zerstört. Von der Ausstattung konnte dieses Mal gar nichts gerettet werden.
III:

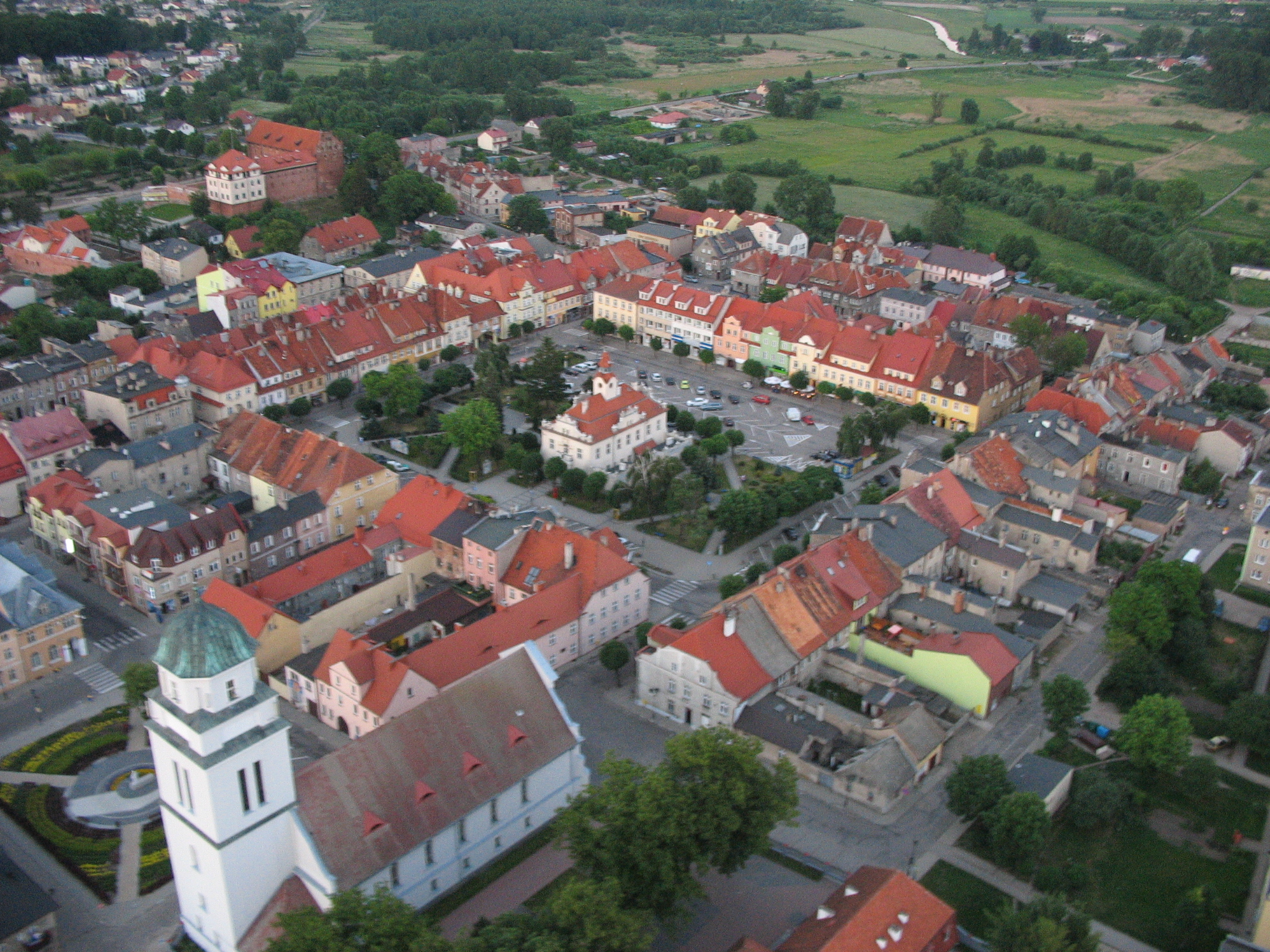
Die Kirche im Zentrum der Stadt Działdowo

Schon bald wurden erste Vorkehrungen für den Wiederaufbau der Kirche getroffen. Einen Entwurf fertigte Bezirksarchitekt Kahm an. Von den geschätzten Kosten in Höhe von 365.000 Mark konnte man 300.000 Mark als Kriegsschaden geltend machen. Doch alle Planungen kamen zunächst zu einem Ende, als der Versailler Vertrag von 1919 bestimmte, das Soldauer Gebiet an Polen abzutreten. Das geschah am 10. Januar 1920. Seitens der polnischen Behörden verhielt man sich anfangs sehr entgegenkommend. So wurde der Kostenvoranschlag in Höhe von 376.000 Złoty bald genehmigt. Als jedoch die Mehrheit der Soldauer gegen die Überstellung nach Polen stimmte, geriet die Kirchenbausache ins Stocken. Die Finanzierung war nicht mehr gesichert.
Es konnte erst im Frühjahr 1927 mit dem Bau der Kirche begonnen werden. Die Leitung hatte der Posener Architekt Paul Pitt. Nach dreijähriger Bauzeit konnte das Gotteshaus am 30. November 1930 feierlich eingeweiht werden. Die Einweihung nahm der Soldauer Superintendent Ernst Hermann Barczewski vor – im Beisein des Königsberger Generalsuperintendenten Paul Gennrich von der Kirchenprovinz Ostpreußen, zu der Soldau bis 1920 gehörte, sowie des Posener Generalsuperintendenten Paul Blau, der die Verbindung zur Unierten Evangelischen Kirche in Polen herstellte, zu der die seit 1920 „Działdowo“ genannte Stadt jetzt gehörte.
Die Arbeiten wurden größtenteils von Firmen aus Działdowo ausgeführt. Bei der Innenausgestaltung hielt man sich an das Vorbild der alten Soldauer Kirche: hölzernes Tonnengewölbe im Mittelschiff, Flachdecken über den Emporen an den Längsseiten, die Kanzel über dem Altar. An den Längsseiten befanden sich nicht mehr die Eingänge. Sie brachte man an der dem Marktplatz zugewandten schmalen Seite an. Der Turm bekam nicht mehr die Spitze von 1872, sondern eine Haube ähnlich der von 1797. Die Orgel hat Orgelbaumeister Joseph Goebel aus Danzig erbaut. Der Guss der Glocken erfolgte ebenfalls in Danzig.
Der schlichte und klare Bau mit seinen barockähnlichen Formen konnte den Zweiten Weltkrieg nahezu unbeschadet überstehen. Die nach 1945 zahlenmäßig stark schrumpfende evangelische Gemeinde in Działdowo konnte nun die finanzielle Last des Bauwerks nicht mehr schultern. Sol übergab die Gemeinde die Kirche 1972 an die Stadt Działdowo. Das über die Jahre schon sehr verfallene Gotteshaus kam 1981 in die Hände der römisch-katholischen St. Adalbert-Pfarrei in Działdowo. Dringende Ausbesserungsarbeiten wurden vorgenommen, außerdem Maßnahmen zur Anpassung an veränderte liturgische – weil römisch-katholische – Bräuche. Im Juli 1987 übernahm die katholische Kirche das Gebäude. Bereits am 1. November 1987 wurde an dem – nun „Kreuzerhöhungskirche“ genannten – Gotteshaus eine eigene Pfarrei errichtet. Mit der 1996 errichteten St.-Katharinen-Kirche gibt es nun drei katholische Pfarrkirchen in der Kreisstadt, die jetzt auch Sitz eines Dekanats im Bistum Toruń ist.
Die kleine evangelische Kirchengemeinde nutzte für ihre Gottesdienste lange Zeit einen Kapellenraum im Pfarrhaus. 2005 fasste sie den Entschluss zu einem Kirchneubau, für den am 7. Oktober 2007 der Grundstein gelegt wurde. Am 7. Juni 2008 nahm der Leitende Bischof der Evangelisch-Augsburgischen Kirche in Polen Janusz Jagucki die Einweihung des „Erlöserkirche“ genannten Gotteshauses vor.

## Kirchengemeinde
Bereits in der zweiten Hälfte des 14. Jahrhunderts gründete sich in Soldau eine Kirche. Mit der Reformation nahm sie die evangelische Konfession an.

### Evangelisch

#### Ortsgemeinde
Als erster Geistlicher lutherischer Konfession amtierte von 1528 bis 1530 Pfarrer Jacob Knothe an der Soldauer Kirche. Sie gehörte 1554/67 zum Bistum Pomesanien, 1720/25 zum Amt Soldau, 1789 und 1854 zur Inspektion bzw. zum Kirchenkreis Neidenburg (polnisch Nidzica) in der Kirchenprovinz Ostpreußen der Kirche der Altpreußischen Union. Vom 18. Jahrhundert bis weit hinein in das 19. Jahrhundert bestand neben der lutherischen auch eine reformierte Kirche in Soldau, die aber einer anderen Organisationsstruktur zugeordnet war.
Zur besseren Versorgung der Gemeinden bildete man 1910 einen eigenen „Kirchenkreis Soldau“ unter Abtrennung der Gemeinden vom Kirchenkreis Neidenburg, doch blieb er weiterhin der Kreissynode Neidenburg unterstellt. Der Kirchenkreis zählte 22.808 Gemeindeglieder, die von zehn Geistlichen betreut wurden.
Am 10. Januar 1920 wurde das Soldauer Gebiet – nahezu identisch mit dem Kirchenkreis Soldau – an Polen abgetreten. Die nun Działdowo genannte Stadt blieb Superintendentursitz, doch war man jetzt zum Konsistorium Posen ausgerichtet und Teil der Unierten Evangelischen Kirche in Polen. Noch 1920 fand im Kirchenkreis eine Generalkirchenvisitation statt. Am 22. November 1939 kehrte Soldau zum Konsistorium Königsberg zurück, bildete aber einen gesonderten Kirchenkreis, bis die Geschicke des Zweiten Weltkriegs neue Änderungen brachten.
Zum Kirchspiel der Pfarrkirche Soldau haben gehört: Die Stadt Soldau sowie
| Deutscher Name | Polnischer Name |  | Deutscher Name | Polnischer Name |
| -------------- | --------------- |  | -------------- | --------------- |
| Adlig Borowo   | Borowo          |  | Königshagen    | Zakrzewo        |
| Bursch         | Bursz           |  | Kurkau         | Kurki           |
| Hohendorf      | Wysoka          |  | Kyschienen     | Kisiny          |
| Kämmersdorf    | Komorniki       |  | Pierlawken     | Pierławki       |

Als evangelische Geistliche taten an der Pfarrkirche Soldau Dienst:
- Jacob Knothe, 1528–1530
- Stanislaus NN., 1530–1531
- Balthasar Weiland, 1533/1538
- Martin Stark (Soldanus), 1544/1573
- Johannes Arnold, 1575–1581
- Jacob Gederlein, 1578/1581
- Georg Helm, 1586–1607
- Jacob Rutkowski, 1589–1599
- Johann Lichtenstein, 1613–1625
- Laurentius Kleinschultz, 1617
- Johann Fromm, 1619–1657
- Matthias Rudcowius, 1627
- Johannes Otto, 1628–1640
- Salomo Strychnus, bis 1641
- Christoph Metner, bis 1655
- Michael Herrmann, 1655–1658
- Matthias Lehmann, 1658–1708
- Sebastian A. Loraniwitz, 1670–1673
- Matthias Tschepius, 1673–1698
- Samuel Tschepius, 1698–1750
- Christoph Rogaczki, 1708–1719
- Samuel Rogatzki, 1719–1723
- Johann Dziermo, 1724–1725
- Gottfried Nalentz, 1726–1735
- Andreas Meyer, 1736–1743
- Daniel Heinrich Tschepius, 1744–1760
- David Siemienowski, 1751–1792
- Johann Wilhelm Pohl, 1760–1769
- Christian Bock, 1770–1776
- Johann Gottlieb Krupinski, 1777–1791
- Friedrich Wilhelm Stern, 1792–1837
- Johann Daniel Corsepius, 1795–1800
- Karl Fr. Mich. Marquardt, 1803–1816
- Daniel Wlotzka, 1818–1820
- Jacob Pohl, 1820–1848
- Carl W.H. Rutkowski, 1836–1846
- Hermann Friedr. Schrage, 1847–1867
- Friedrich Eduard Stern, 1848–1852
- Alexander Fr. Elgnowski, 1852–1887
- Johann Fr. Moritz, Gawlik, 1867–1877
- Gustav Adolf Gerß, 1877–1888
- Ernst Hermann Barczewski, 1888–1936
- Gustav Karl Fr. Fenselau, 1889–1891
- Richard Hermann Abramowski, 1889–1894
- Hermann Arthur Rogalski, 1894–1898
- Ernst Büchler, 1899–1915
- Johannes Walach, 1937–1945

Von den Kirchenbüchern der Pfarrkirche Soldau haben sich erhalten und werden bei der Deutschen Zentralstelle für Genealogie (DZfG) in Leipzig aufbewahrt:
- Taufen: 1717 bis 1766 und 1769 bis 1875 (= Stadt) sowie 1767 bis 1852 (=Land)
- Trauungen: 1750 bis 1830 und 1852 bis 1877
- Begräbnisse: 1773 bis 1827 (= Stadt) sowie 1767 bis 1852 (=Land).

#### Kirchenkreis Soldau
Im Jahre 1910 wurde durch Gemeindeumpfarrungen aus dem Kirchenkreis Neidenburg der Kirchenkreis Soldau (nach 1920: Diözese Działdowo) gebildet. Zu ihm gehörten neben der Stadt Soldau acht Landpfarreien mit zwei Filialgemeinden:
- Bialutten, Borchersdorf, Heinrichsdorf, Groß Koschlau, Klein Koslau mit Groß Schläfken, Narzym, Scharnau und Usdau mit Sczuplienen.

Zwischen 1940 und 1945 wurden die Kirchen Klein Koslau/Kleinkosel (mit Groß Schläfken) sowie Scharnau wieder in den Kirchenkreis Neidenburg rückgepfarrt.

### Römisch-katholisch
Noch bis ins 19. Jahrhundert hinein lebten nur zahlenmäßig wenige katholische Einwohner in Soldau und Umgebung. Die Stadt gehörte zum Bistum Kulm, und von dort wurde 1858 die Gründung einer Pfarrei in Soldau genehmigt. 1861 begann man mit dem Bau der St.-Adalbert-Kirche, die 1896 fertiggestellt, sich bald als zu klein erwies und nach Umbau am 9. Juni 1900 von Bischof Augustinus Rosentreter geweiht wurde.
Im Jahre 1981 wurde der St.-Adalbert-Pfarrgemeinde die Verwaltung der bisher evangelischen Pfarrkirche übertragen. Nach umfangreichen Renovierungsarbeiten wurde sie als Kreuzerhöhungskirche eine katholische Filialkirche, die im Juli 1987 in den Besitz der der St.-Adalbert-Gemeinde überging. Am 1. November 1987 wurde die Pfarrei der Kreuzerhöhungskirche als zweite Pfarrei in der Stadt errichtet.  An der Kirche amtieren derzeit vier Geistliche.
Zur Pfarrei der Kreuzerhöhungskirche Działdowo gehören heute die Orte:
| Polnischer Name | Deutscher Name |  | Polnischer Name             | Deutscher Name |
| --------------- | -------------- |  | --------------------------- | -------------- |
| Bursz           | Bursch         |  | Rudolfowo                   | Rudolfsfelde   |
| Księży Dwór     | Niederhof      |  | Rywociny                    | Rywoczin       |
| Kurki           | Kurkau         |  | Działdowo (Teilstadtgebiet) | Soldau         |
| Pierławki       | Pierlawken     |  | Wysoka                      | Hohendorf      |
| Prusinowo       | Pruschinowen   |  | Zakrzewo                    | Königshagen    |